# Cerro Peró
Cerro Peró ili Cerro Tres Kandú (guarani jezik Perõ or Tres Kandu) je vrh i najviša točka Paragvaja na visini od 842 metra nadmorske visine. Cerro Peró se nalazi u brdskom području Ybytyruzú. općina General Eugenio Garay, okrug Guairá. Od strateške je važnosti za paragvajsku vojsku i telekomunikacije u Paragvaju.

## Vanjske poveznice
- Cerro Peró na peakbagger.com